# Березин, Олег Михайлович
Олег Михайлович Березин (укр. Олег Михайлович Березін) (род. 1975) — украинский шахматист, международный мастер.

## Биография
Чемпион Украины по шахматам (1998), разделил 1-е место вместе с В. О. Бакланом и Л. С. Михальцом. В дальнейшем президент Федерации шахмат ДНР.